# Lapita
Lapita var det folk som tros vara förfäder till många av de populationer som nu lever i Bortre Oceanien (dvs Vanuatu, Temotu, Nya Kaledonien, Mikronesien och Polynesien).
Till exempel kan man se ett mycket nära släktskap mellan språken i Polynesien. I vissa fall kan talare av olika språk förstå varandra, såsom mellan tuvaluanska och tokelauanska. Denna homogenitet språken emellan beror på att polynesierna anlände mycket sent till många av sina öar. Den sista utvandringsvågen, som kom att befolka Franska Polynesien, Cooköarna, Nya Zeeland, Påskön och Hawaii med flera tros ha ägt rum e.Kr. Således har de olika språken inte haft så lång tid på sig att utvecklas i olika riktning. Arkeologiska lämningar runtom i Polynesien har även visat på lika verktyg. Den språkliga och kulturella situationen är en helt annan i Melanesien, där till exempel Vanuatu är ett av världens språktätaste länder. Detta beror på att öarna där är mycket större och bergiga, vilket avskurit befolkningarna från varandra mycket mer, samt att dessa öar varit bebodda mycket längre än öarna i Polynesien.